# Ани Синемеки
Ани Марија Синемеки (фин. Anni Maaria Sinnemäki; Хелсинки, 20. јули 1973) је финска политичарка, биша министарка рада и бивша председница Зелене лиге. У фински парламент изабрана је 1999. а за председницу Зелене лиге 2009. године.
Рођена је у Хелсинкију где је и дипломирала руску књижевност.
Синемеки наводи да је њен највећи политички неуспех одлука о коришћену нуклеарне енергије из 2002. године, а највећи успех Закон о цивилном партнерству. Залагала се и за повећање издатака за помоћ неразвијеним земљама из буџета као и за веће финансирање јавног превоза, локалних самоуправа и побољшање услова у затворима.